# Curyn
Curyn – wieś w Polsce położona w województwie lubelskim, w powiecie bialskim, w gminie Wisznice.
| SIMC    | Nazwa  | Rodzaj    |
| ------- | ------ | --------- |
| 0021670 | Lubnia | część wsi |

W latach 1975–1998 miejscowość administracyjnie należała do województwa bialskopodlaskiego. 
Wieś jest sołectwem w gminie Wisznice. Według Narodowego Spisu Powszechnego z roku 2011 wieś liczyła 188 mieszkańców i była ósmą co do wielkości miejscowością gminy.
Wierni Kościoła rzymskokatolickiego należą do parafii Przemienienia Pańskiego w Wisznicach.

## Historia
Curyn w wieku XIX opisano jako wieś i folwark w powiecie włodawskim, gminie Horodyszcze, parafii Wisznice. Dobra Curyn własność Frankowskich, składają się z folwarku Curyn i wsi Rowiny. Nabyte w r. 1858 za rubli srebrnych 50 000. Rozległość dominalna dóbr wynosiła mórg 2 865. W folwarku budynków murowanych 1, drewnianych 10. W okolicy pokłady torfu. Wieś Rowiny osad 31, z gruntem mórg 927.